# Aporrectodea icterica
Aporrectodea icterica är en ringmaskart som först beskrevs av de Savigny 1826.  Aporrectodea icterica ingår i släktet Aporrectodea, och familjen daggmaskar. Arten är reproducerande i Sverige.